# Juravlîne, Volodîmîreț
Juravlîne (în ucraineană Журавлине) este un sat în comuna Mulciîți din raionul Volodîmîreț, regiunea Rivne, Ucraina.

## Demografie
Componența lingvistică a localității Juravlîne
     Ucraineană (100%)
Conform recensământului din 2001, toată populația localității Juravlîne era vorbitoare de ucraineană (100%).